# «НепрOSTі листи»
«НепрOSTі листи» — архівно-музейний проєкт з повернення рідним та близьким символічних пам'ятних копій листів примусових робітників.

## Організатори проєкту
«НепрOSTі листи» у травні 2018 року розпочав Віталій Гедз за підтримки керівництва Державного архіву Київської області[джерело?]. У червні 2018 року співорганізаторами проєкту стала Всеукраїнська кампанія «Пам'ять Нації»[джерело?]. У квітні 2019 року за ініціативи Каменєвої Соф'ї Арсеніївни — директора Державного архіву Київської області — проєкт набув обласного характеру

## Історія проєкту
У 2018 році Віталій Гедз у фондах Державного архіву Київської області відшукав понад 1500 листів остарбайтерів з Макарівського району. Після детального вивчення листів стало зрозуміло, що вони у 1943 році так і не дійшли за вказаними адресами. У травні 2018 року було розпочато роботу з пошуку рідних авторів листів та вручення їм листів-муляжів. Першими листи отримали мешканці Макарова, Калинівки та Фасівочки. Станом на травень 2019 року вручено понад 400 листів мешканцям Зурівки, Андріївки, Липівки, Гавронщини, Юрова, Завалівки, Ніжилович, Колонщини, Березівки, Фасової, Людвинівки, Плахтянки, Почепина.
Планується вручити листи у Красногірці, Королівці, Копіївці, Ситняках, Наливайківці, Мотижині, Копилові, Комарівці, Новомирівці, Садках Строївці, Рожеві, Небелиці, Макарівській Буді, Соболівці, Борівці, Великому Карашині, Бишеві, Горобіївці, Вітрівці, Грузькому, Лишні, Козичанці, Леонівці, Мар'янівці, Мостищі, Новосілках, Пашківці, Соснівці, Чорногородці, Юрівці, Яблунівці та Ясногородці[джерело?].
У квітні 2019 до проєкту приєдналися Обухівський, Васильківський, Броварський, Бориспільський, Іванківський, Переяслав-Хмельницький, Ірпінський, Зурівський, Вишгородський райони.
Також волонтери кампанії «Пам'ять Нації» розшукують рідних та близьких у населених пунктах Києво-Святошинського району[джерело?].

## Інформаційні партнери
На початковому етапі інформування людей про проєкт відбувалося на районному рівні. Пошук рідних та звіти про вручення листів відбувався у районній газеті «Макарівські вісті» та ТРК «Авіс». Згодом ученицею Макарівського дитячого гуртка «1+2» Дашою Вавіловою було створено авторську передачу про проєкт. Ця робота стала призером Всеукраїнського конкурсу «Я — журналіст»[джерело?].
На загальнодержавному рівні впереш про проєкт зайшла мова в авторській передачі Олександра Алфьорова «Історичні фрески» радіо «Культура» 7 травня 2018 р.
У травні 2019 р. журналістка ТРК «Україна» присвятила проєкту цілу серію авторських передач.